# Jordan Moore
Pour les articles homonymes, voir Moore.
Jordan Moore (née le 28 novembre 1996 à Round Rock, Texas) est une joueuse américaine de basket-ball. 

## Carrière
En senior, elle est la leader des Horned Frogs de TCU avec 15,8 points et 8,4 rebonds avec une adresse record pour l'université de 59 % d'adresse aux tirs. Elle conclut sa carrière universitaire avec 1 514 points et 892 rebonds, et 22 double-doubles. Elle signe son premier contrat professionnel en France avec le promu en LFB, Charnay.
Elle se blesse en janvier 2020, ce qui contraint Charnay à engager une pigiste médicale, Mikaela Ruef.

## Clubs
- 2015-2019 :  Horned Frogs de TCU
- 2019-2020 :  Charnay

## Distinctions personnelles
- Meilleur cinq de la Big 12 (2019)[2]
- Meilleur cinq défensif de la Big 12 (2019)[2]